# دختر دوست‌داشتنی من
دختر دوست‌داشتنی من (کره‌ای: 내겐 너무 사랑스러운 그녀) یک مجموعه تلویزیونی کره جنوبی سال ۲۰۱۴ با بازی رین، کریستال جانگ، کیم میونگ سو و چا یه ریون است. این مجموعه از ۱۷ سپتامبر تا ۶ نوامبر ۲۰۱۴، روزهای چهارشنبه و پنجشنبه ساعت ۲۱:۵۵ (کی‌اس‌تی) از اس‌بی‌اس برای ۱۶ قسمت پخش شد.

## بازیگران

### اصلی
- رین در نقش لی هیون ووک[۴]

یک خواننده، ترانه‌سرا و تهیه‌کننده موفق و رئیس ای‌ان‌ای انترتینمنت
- کریستال جانگ در نقش یون سه نا[۲]

یک خواننده و ترانه‌سرای باانگیزه و خواهر یون سو اون
- کیم میونگ سو در نقش شی وو / یونگ بوک[۵]

یکی از اعضای گروه پسرانه اینفینیت پاور زیر نظر ای‌ان‌ای انترتینمنت
- چا یه ریون در نقش شین هه یون[۶]

یکی از مدیران ای‌ان‌ای انترتینمنت